# Bilac
Bilac es un municipio brasileño del estado de São Paulo. Se localiza a una latitud 21º24'12" sur y a una longitud 50º28'14" oeste, estando a una altitud de 431 metros. Su población estimada en 2004 era de 6 410 habitantes.

## Demografía
Datos del Censo - 2000
Población Total: 73.088
- Urbana: 52.372
- Rural: 17.256
- Hombres: 27.995
- Mujeres: 53.156

Densidad demográfica (hab./km²): 38,70
Mortalidad infantil hasta 1 año (por mil): 9,64
Expectativa de vida (años): 74,96
Tasa de fertilidad (hijos por mujer): 1,98
Tasa de Alfabetización: 88,41%
Índice de Desarrollo Humano (IDH-M): 0,809
- IDH-M Salario: 0,729
- IDH-M Longevidad: 0,833
- IDH-M Educación: 0,866

(Fuente: IPEAFecha)

## Carreteras
- SP-461
- SP-463

## Religión
El Cristianismo está presente en la ciudad de la siguiente manera:

### Iglesia Católica
La iglesia católica del municipio forma parte de la Diócesis de Araçatuba.

### Iglesia Protestante
En la ciudad están presentes las más diversas creencias evangélicas, principalmente pentecostales, incluidas las Asambleas de Dios de Brasil (la iglesia evangélica más grande del país), Congregación Cristiana, entre otras. Estas denominaciones están creciendo cada vez más en todo Brasil.